# Antonio Vico Camarero
Antonio Vico Camarero, meglio conosciuto come Antonio Vico (Santiago del Cile, 16 aprile 1903 – Madrid, 20 marzo 1972), è stato un attore spagnolo.

## Biografia
Figlio dell'attore José Vico, nipote di Antonio Vico Pinto e pronipote di Antonio Vico López, ha iniziato a recitare nel 1911 all'età di otto anni nella compagnia del padre. La sua carriera professionale si è concentrata principalmente sul teatro. Nel 1918 entrò nella compagnia di Juan Bonafé come generico, e l'anno dopo in quella di Concha Catalá. In seguito entrò a far parte, come attore, in quelle di María Palou, Ernesto Vilches e Irene López Heredia. Dopo il matrimonio con l'attrice Carmen Carbonell formò una compagnia insieme a lei, che dopo la Guerra civile spagnola, con l'aggiunta di Concha Catalá e Manuel González si chiamò Los Cuatro Ases (I Quattro Assi). È considerato uno dei precursori della recitazione naturalistica, rifiutando il metodo di recitazione adottato dai suoi predecessori, fatto che gli valse il licenziamento da alcune compagnie teatrali.
Nel 1917 debuttò al cinema nel film El doctor Rojo. Nella sua lunga carriera i film per i quali viene maggiormente ricordato sono Patricio guardò una stella di José Luis Sáenz de Heredia (1934), El malvado Carabel di Edgar Neville (1935), El difunto es un vivo di Ignacio F. Iquino (1941), dove è il protagonista, Novio a la vista di Luis García Berlanga (1954), Marcellino pane e vino (1955) e Mio zio Giacinto di Ladislao Vajda (1956) o anche spaghetti western come Per un pugno di dollari (1964).
Ha continuato a lavorare sul palcoscenico fino a pochi giorni prima della morte. La saga della famiglia Vico, dopo di lui, è continuata arrivando alla sesta generazione con suo figlio Jorge Vico e suo nipote Antonio Vico Rodríguez, sposato con l'attrice Maribel Lara.

## Teatrografia
- Para ti es el mundo (1929)
- Amores y amoríos (1933)
- El nido ajeno (1933)
- Margarita y los hombres (1934)
- Rosas de otoño (1940)
- Y amargaba (1941)
- Agua, aceite y gasolina (1946)
- El aprendiz de amante (1947)
- Dos mujeres a las nueve (1949)
- La señal que se espera (1952)
- Prohibido en otoño (1957)
- Su primer beso (1958)
- Trampa para un hombre solo (1960)
- La dama del alba (1962)
- Pigmalión (1964)
- Un paraguas bajo la lluvia (1965)
- Después de la caída (1965)
- Enseñar a un sinvergüenza (1967)
- Verde doncella (1967)
- Pedro de Urdemalas (1968)
- El enfermo imaginario (1969)
- El décimo hombre (1970)
- Volpone (1970)
- La noche de los cien pájaros (1972)

## Filmografia

### Cinema
- El doctor Rojo, regia di Ramón Caralt (1917)
- El padre Juanico, regia di Ramón de Baños e Àngel Guimerà (1923)
- Isabel de Solís, reina de Granada, regia di José Buchs (1931)
- Patricio miró a una estrella, regia di José Luis Sáenz de Heredia (1934)
- El malvado Carabel, regia di Edgar Neville (1935)
- La hija del penal, regia di Eduardo García Maroto (1936)
- Currito de la Cruz, regia di Fernando Delgado (1936)
- Mariquilla Terremoto, regia di Benito Perojo (1939)
- Los cuatro robinsones, regia di Eduardo García Maroto (1939)
- El genio alegre, regia di Fernando Delgado (1939)
- La gitana (La gitanilla), regia di Fernando Delgado (1940)
- Boy, regia di Antonio Calvache (1940)
- Su hermano y él, regia di Luis Marquina (1941)
- El difunto es un vivo, regia di Ignacio F. Iquino (1941)
- Fortunato, regia di Fernando Delgado (1942)
- La chica del gato, regia di Ramón Quadreny (1943)
- Serenata española, regia di Juan de Orduña (1947)
- Lluvia de hijos, regia di Fernando Delgado (1947)
- Manicomio, regia di Fernando Fernán Gómez e Luis María Delgado (1954)
- Novio a la vista, regia di Luis García Berlanga (1954)
- Marcellino pane e vino (Marcelino pan y vino), regia di Ladislao Vajda (1955)
- Suspenso en comunismo, regia di Eduardo Manzanos (1956)
- Ha pasado un hombre, regia di Javier Setó (1956)
- Mio zio Giacinto (Mi tío Jacinto), regia di Ladislao Vajda (1956)
- La ironía del dinero, episodio Salamanca, regia di Edgar Neville e Guy Lefranc (1957)
- El batallón de las sombras, regia di Manuel Mur Oti (1957)
- A sud niente di nuovo, regia di Giorgio Simonelli (1957)
- Gli amanti del chiaro di luna (Les bijoutiers du clair de lune), regia di Roger Vadim (1958)
- Due contro tutti, regia di Alberto De Martino e Antonio Momplet (1962)
- La revoltosa, regia di José Diaz Morales (1963)
- La chica del gato, regia di Clemente Pamplona (1964)
- Isidro el labrador, regia di Rafael J. Salvia (1964)
- Per un pugno di dollari, regia di Sergio Leone (1964)
- María Rosa, regia di Armando Moreno (1965)
- La vuelta, regia di José Luis Madrid (1965)
- La cesta, regia di Rafael J. Salvia (1965)
- El arte de no casarse, regia di Jorge Feliu e José Maria Font (1966)
- 7 donne per i MacGregor, regia di Franco Giraldi (1967)
- The Desperate Ones, regia di Alexander Ramati (1967)
- Un minuto per pregare, un istante per morire, regia di Franco Giraldi (1968)
- I tre che sconvolsero il West (Vado, vedo e sparo), regia di Enzo G. Castellari (1968)
- Metti lo diavolo tuo ne lo mio inferno, regia di Bitto Albertini (1972)

### Televisione
- Novela - serie TV, 1 episodio (1974)

## Doppiatori italiani
- Oreste Lionello in 7 donne per i MacGregor, I tre che sconvolsero il West (Vado, vedo e sparo)
- Lauro Gazzolo in Marcellino pane e vino